# Меноморут
Меноморут или само Морут е български комит – владетел на земите между реките Муреш, Сомеш и Тиса по времето на унгарското завладяване на Карпатския басейн около 900 г. 
Единственият източник за съществуването на историческата личност на Меноморут е Gesta Hungarorum. Според този източник за деянията на унгарците, комитатът на Меноморут бил населен предимно с хазари и секеи, като Меноморут признавал върховната власт на (неназования) управляващ византийски император по онова време. Според Gesta Hungarorum маджарите в крайна сметка обсадили и завзели крепостта на Меноморут в Бихария /днес областта Бихор/ и го принудили да даде дъщеря си за сключването на династичен съюз – на Золтан (велик княз на маджарите), сина на Арпад.
В хрониката се казва, че Меноморут починал около 906 г. и е наследен от зет му, т.е. земята му станала унгарска.